# Tobruk
Tobruk (arabul طبرق Ţubruq) kikötőváros Líbia keleti részén, az egyiptomi határ közelében, a Földközi-tenger partján. Butnán tartomány székhelye.

## Földrajzi fekvése
A város Bengázitól 462 km-re keletre, a fővárostól Tripolitól 1256 km-re található, a Földközi-tenger egyik öblének partján. A várost a tengeren kívül minden oldalról sivatag veszi körül. 
Tobruk Kireneika régió legfontosabb közlekedési csomópontjának számít, ugyanis a városból indulnak a Bengázi, Adzsdábija és az egyiptomi határ felé vezető főutak. Úgyszintén fontos kereskedelmi központ, Egyiptomhoz közeli fekvésének köszönhetően.
A környék évi legmagasabb átlaghőmérséklete 22,5 °C, míg a legalacsonyabb 17,7 °C. Az évi átlagos csapadékmennyiség 114 mm.

## Történelme
Tobruk területén először az ókori görögök alapítottak települést Antipürgosz néven. A római hódítást követően erőd épült itt és a település fontos védelmi szerepet kapott. Ezt követően az 5. században előbb a vandálok hódították meg, majd egy évszázaddal később a Bizánci Birodalom része lett. Végül a 7. században arab kézre került, új urainak köszönhetően pedig a karaván-útvonal egyik csomópontjává vált. 
1912-ben - az olasz–török háborút követően - Líbia Olaszország gyarmata lett. Az olaszok építették a város első hoteljét 1937-ben. 
A második világháború idején Tobruk súlyos harcok színhelye volt a tengelyhatalmak és a szövetségesek csapatai közt, stratégiai fekvésének köszönhetően (a tobruki öböl jól védhető volt, így a hadianyagot szállító hajók minden akadály nélkül horgonyozhattak ott, míg a nyílt tengeren állandó veszélyben voltak az ellenséges tengeralattjárók miatt. Ezenkívül itt volt található Líbia legnagyobb repülőtere, valamint a várostól délre található szakadékok kitűnő védelmet nyújtottak a várost birtokló katonáknak ellenséges támadás esetén). A város a Compass hadművelet során 1941. január 22-én a szövetségesek kezére került és ugyan áprilisban a német Afrika Korps visszavetette a szövetséges csapatokat az egyiptomi határig, a főként ausztráliai katonák által védett Tobrukot azonban ekkor még nem tudta bevenni. Végül azonban 1942. június 21-én egy meglepetéstámadást követően Tobruk német kézre került és a szövetségesek csak november 11-én tudták végleg visszavenni a második el-alameini csata eredményeként. 
Líbia 1951-es függetlenedését követően Tobruk számított Idrísz király egyik fő hatalmi bázisának. Ennek is köszönhető, hogy amikor 2011 februárjában felkelés tört ki az Idrísz királyt puccsal megbuktató Moammer Kadhafi diktátor ellen, Tobruk lakossága az elsők közt lázadt fel és űzte ki a líbiai hadsereget a város területéről.